# Riedelia
Riedelia là một chi thực vật trong họ Zingiberaceae. Nó được Daniel Oliver mô tả năm 1883 với loài Riedelia curviflora.

## Phân bố
Các loài trong chi này phân bố trong khu vực từ tỉnh Maluku của Indonesia qua New Guinea tới đảo Bougainville trong quần đảo Solomon.

## Các loài
Plants of the World Online (2020) công nhận 77 loài,
- Riedelia affinis (Ridl.) K.Schum., 1904: Papua New Guinea.
- Riedelia alata Valeton, 1913: Tây New Guinea.
- Riedelia albertisii (K.Schum.) K.Schum., 1904: Papua New Guinea.
- Riedelia angustifolia Valeton, 1913: Tây New Guinea.
- Riedelia areolata Valeton, 1913: Tây New Guinea.
- Riedelia arfakensis Valeton, 1913: Tây New Guinea.
- Riedelia aurantiaca Ridl., 1916: Tây New Guinea.
- Riedelia bicuspis Ridl., 1916: Tây New Guinea.
- Riedelia bidentata Valeton, 1914: Papua New Guinea.
- Riedelia bismarcki-montium K.Schum., 1904: Papua New Guinea.
- Riedelia brachybotrys Valeton, 1913: Tây New Guinea.
- Riedelia branderhorstii Valeton, 1913: Tây New Guinea.
- Riedelia brevicornu Valeton, 1913: Tây New Guinea.
- Riedelia brunneopilosa Govaerts, 2016: New Guinea.
- Riedelia capillidens Gilli, 1983: Papua New Guinea.
- Riedelia charontis M.F.Newman, 2010: Tây New Guinea.
- Riedelia corallina (K.Schum.) Valeton, 1913: New Guinea.
- Riedelia cordylinoides (Ridl.) R.M.Sm., 1990: Tây New Guinea.
- Riedelia curcumoidea P.Royen, 1979: Tây New Guinea.
- Riedelia curviflora Oliv., 1883: Từ Maluku tới New Guinea và quần đảo Solomon.
- Riedelia decurva (Ridl.) Valeton, 1914: Papua New Guinea.
- Riedelia dolichopteron Valeton, 1914: Papua New Guinea.
- Riedelia epiphytica Valeton, 1913: Tây New Guinea.
- Riedelia erecta Valeton, 1913: Tây New Guinea.
- Riedelia eupteron Valeton, 1913: Tây New Guinea.
- Riedelia exalata Valeton, 1917: Tây New Guinea.
- Riedelia ferruginea Valeton, 1914: Papua New Guinea.
- Riedelia flava Lauterb. ex Valeton, 1914: Papua New Guinea.
- Riedelia fulgens Valeton, 1913: Tây New Guinea.
- Riedelia geanthus Valeton, 1907: Tây New Guinea.
- Riedelia geluensis Valeton, 1914: Papua New Guinea.
- Riedelia geminiflora Valeton, 1914: Papua New Guinea.
- Riedelia graminea Valeton, 1913: Tây New Guinea.
- Riedelia grandiligula Valeton, 1914: Papua New Guinea.
- Riedelia hirtella Ridl., 1916: Tây New Guinea.
- Riedelia hollandiae Valeton, 1913: New Guinea.
- Riedelia insignis (Warb.) K.Schum., 1897: Papua New Guinea.
- Riedelia klossii Ridl., 1916: Tây New Guinea.
- Riedelia lanata (Scheff.) K.Schum. ex Valeton, 1913: New Guinea.
- Riedelia lanatiligulata Ridl., 1922: Papua New Guinea.
- Riedelia latiligula Valeton, 1914: Papua New Guinea.
- Riedelia ligulata Ridl., 1916: Tây New Guinea.
- Riedelia longifolia Valeton, 1914: Papua New Guinea.
- Riedelia longirostra Valeton, 1914: Papua New Guinea.
- Riedelia longisepala Ridl., 1916: Tây New Guinea.
- Riedelia macranthoides Valeton, 1913: New Guinea.
- Riedelia macrothyrsa Valeton, 1914: Papua New Guinea.
- Riedelia maculata Valeton, 1913: Tây New Guinea.
- Riedelia marafungensis P.Royen, 1979: Papua New Guinea.
- Riedelia maxima Valeton, 1913: New Guinea.
- Riedelia microbotrya Valeton, 1914: Papua New Guinea.
- Riedelia minor Valeton, 1914: New Guinea.
- Riedelia monophylla K.Schum., 1904: Papua New Guinea.
- Riedelia montana Valeton, 1913: New Guinea.
- Riedelia monticola Valeton, 1914: Papua New Guinea.
- Riedelia nymanii K.Schum., 1904: Papua New Guinea.
- Riedelia orchioides (K.Schum.) Valeton, 1913: Tây New Guinea.
- Riedelia paniculata Valeton, 1913: New Guinea.
- Riedelia plectophylla (K.Schum.) Govaerts, 2016: New Guinea.
- Riedelia pterocalyx (K.Schum.) Valeton, 1913: Tây New Guinea.
- Riedelia pulcherrima Ridl., 1916: Tây New Guinea.
- Riedelia purpurata Ridl., 1916: Tây New Guinea.
- Riedelia rigidocalyx Lauterb. ex Valeton, 1914: Papua New Guinea.
- Riedelia robusta Valeton, 1913: Tây New Guinea.
- Riedelia rosacea P.Royen, 1979: Papua New Guinea.
- Riedelia schlechteri Valeton, 1914: Papua New Guinea.
- Riedelia sessilanthera Valeton, 1913: Tây New Guinea.
- Riedelia stricta K.Schum., 1904: Papua New Guinea.
- Riedelia subalpina P.Royen, 1979: Papua New Guinea.
- Riedelia suborbicularis P.Royen, 1979: New Guinea.
- Riedelia subulocalyx Valeton, 1913: Tây New Guinea.
- Riedelia tenuifolia Valeton, 1913: New Guinea.
- Riedelia triciliata Ridl., 1916: Tây New Guinea.
- Riedelia umbellata Valeton, 1914: Papua New Guinea.
- Riedelia urceolata Valeton, 1914: Papua New Guinea.
- Riedelia whitei Ridl., 1922: Papua New Guinea.
- Riedelia wollastonii Ridl., 1916: Tây New Guinea.